# Cratere Musa
Musa è un cratere sulla superficie di Encelado.